# 티모 슐츠
티모 슐츠(독일어: Timo Schultz, 1977년 8월 26일~)은 독일의 축구인이다.

## 경력
비트문트에서 태어난 그는 베르더 브레멘에서 유소년 시절을 보낸 뒤  VfB 뤼베크와 홀슈타인 킬를 거쳤다.
2005년에 FC 장크트파울리에 입단한 그는 2007년 8월 10일, 1. FC 쾰른과의 경기에서 선발로 출전하며 2. 분데스리가에서 프로 데뷔를 했다. 2009-10 시즌 이후 FC 장크트파울리는 분데스리가로 승격하여 2010년 9월 25일 보루시아 도르트문트와의 경기에서 분데스리가 데뷔전을 치렀다.
2011년부터는 FC 장크트파울리의 코칭 스태프에서 수석 코치와 유소년 코치를 지냈다. 2020년 7월 12일, 2020-21 시즌 동안 장크트파울리의 감독이 선임이 발표되었지만 2022년 12월에 해임되었다.